# CAMS 36
Die CAMS 36 war ein in den frühen 1920er Jahren von Chantiers Aéro-Maritimes de la Seine in Frankreich entwickeltes Flugboot.

## Geschichte
Ursprünglich als einsitziges Doppeldecker-Kampfflugboot 1921 von dem Konstrukteur Raffaele Conflenti entwickelt, wurde die CAMS 36 geändert, um 1922 konkurrierend an dem Rennwettbewerb der Schneider Trophy in England teilzunehmen. Der Renneinsatz 1922, der in Neapel, Italien ausgetragen wurde, musste aus finanziellen Gründen jedoch verschoben werden. Den Wettbewerb 1922 gewann der Engländer Henri Biard  mit einer Supermarine Sea Lion II mit einer Geschwindigkeit von 234,51 km/h. Die CAMS 36 mit ihrer Höchstgeschwindigkeit von 250 km/h hätte eine gute Chance gehabt, die Trophy nach Frankreich zu holen.
Nach weiteren Testflügen in Frankreich wurde der ursprüngliche Motor Hispano-Suiza 8FD mit einer Leistung von 300 PS (224 kW) mit Druckpropeller für das Rennen 1923 in England durch einen leistungsstärkeren modifizierten 360-PS-(268-kW-)Hispano-Suiza Kolbenmotor ersetzt und der verstellbare Vierblattpropeller vorn als Zugpropeller angeordnet. Die I-Streben der Tragflächen wurden gegen aerodynamisch verkleidete Streben ausgetauscht. Die neue geändert Version hat die Bezeichnung  CAM-36A. Am Tag des Wettbewerbs kollidierte die 36A, von Leutnant Pelletier d’Oisy pilotiert, mit einer Yacht vor Anker in der Meerenge von Solent, die die Isle of Wight vom Festland von England trennt. Die Maschine konnte nicht mehr weiter am Wettbewerb teilnehmen. Über den Verbleib der CAMS-36-Maschinen gibt es keine Hinweise.

## Versionen
- CAMS 36, militärisches Kampfflugboot mit Druckpropeller
- CAMS 36 Racer, geändert für den Rennsport und angetrieben von einem 300-PS-(224-kW-)Hispano-Suiza-Motor 8FD
- CAMS 36A, weitere Änderungen für das Rennen 1923. Umgebaut auf Zugpropeller, der von einem modifizierten 360-PS-(268-kW-)Hispano-Suiza-Motor 8FD angetrieben wurde

## Technische Daten
| Kenngröße             | Daten CAMS 36 Racer                        |
| --------------------- | ------------------------------------------ |
| Besatzung             | 1                                          |
| Länge                 | 7,75 m                                     |
| Spannweite            | 8,60 m                                     |
| Höhe                  | 2,80 m                                     |
| Flügelfläche          | 20,00 m²                                   |
| Leermasse             | 945 kg                                     |
| max. Startmasse       | 1260 kg                                    |
| Höchstgeschwindigkeit | 250 km/h                                   |
| Triebwerke            | 1 × Hispano-Suiza 8FD; 220 kW (ca. 300 PS) |